# 麥迪遜 (紐約州村)
麥迪遜（英語：Madison）是位於美國紐約州麥迪遜縣的村。

## 人口
根據2020年美國人口普查的數據，麥迪遜的面積為1.24平方千米，皆為陸地。當地共有人口311人，而人口密度為每平方千米251人。